# خواطر في زمن المحنة
خواطر في زمن المحنة هو كتاب من تأليف  نوال السباعي، يعتبر هذا الكتاب واحدا من أهم الكتب الأدبية الفكرية الموجودة اليوم على الساحة العربية من الكتب التي تخاطب الشباب وتلاقي قبولا لديهم.
صدر في بيروت عن دار القلم عام 1987 الطبعة الأولى، ثم تلتها طبعات لاحقات عن دار القلم ودار الوراق.

## محتوى الكتاب
يتألف الكتاب من خمسة أجزاء تبعا لمرحلة كتابة الخواطر الأربعمئة تقريبا الواردة فيه، والتي سجلتها المؤلفة بدءا من العام 1977 وحتى 1987 خلال عشرة أعوام، منذ كانت تلميذة في الصف الأول في كلية العلوم في دمشق، مرورا بالسنوات الخمس التي أقامت فيها في مدينة غرناطة، ومن ثم في مدريد في إسبانيا.
يضم الكتاب ما يقارب الأربعمئة خاطرة تتحدث بلسان شابة دمشقية سورية عربية مسلمة عن هموم الشباب في العالم العربي وآلامهم وآمالهم وتطلعاتهم وشكواهم، ويعتبر وثيقة هامة لتسجيل طبيعة الفكر الشبابي السائد في المنطقة في فترة السبعينات والثمانينات من القرن العشرين. ويخوض الكتاب في الأوضاع السياسية والاجتماعية والفكرية والإنسانية للشباب في سورية في حقبة حكم حافظ الأسد.
جاءت في هذا الكتاب مجموعة من الأفكار الهامة على الساحة العربية والإسلامية باعتبار الكاتبة محسوبة على الخط الإسلامي، ويعتبر الكتاب من هذه الزاوية طليعيا، حيث تحدثت فيه الكاتبة عن عدة موضوعات كانت تعتبر حتى حينها من المحرمات القطعية في الأدبيات الإسلامية  منها :
- الحديث عن قضية الحياة في سبيل الله والموت في سبيل الله، ، ولعل المؤلفة كانت أول قلم إسلامي رفض أن تكون الشهادة في سبيل الله هدفا من أهداف الشباب دون التفكير في قضية الحياة في سبيل الله.
- الحب بين الرجل والمرأة والعلاقة العاطفية النفسية بينهما.
- سوء معاملة المرأة ووضع المرأة المسلمة في الأمة ودورها.
- توجيه النقد للجماعات الإسلامية في البلاد العربية وفي أوروبا.
- الإشارة إلى أن مصيبة الأمة تكمن في قضية التربية والإنسان وفساد المجتمع وليس في السياسة والحكام وحدهم.
- الإشارة إلى قضية الأخلاق باعتبارها أحد أهم معضلات المنطقة وإنسانها.

لا توجد على الساحة العربية إلا ثلاثة كتب معروفة في فن الخواطر-في زمن ماقبل الفيسبوك والتويتر-،أولها صيد الخاطر لابن الجوزي، وثانيها هكذا علمتني الحياة للشيخ الدكتور مصطفى السباعي، وثالثها للكاتبة نوال السباعي،  التي كثيرا ما يظن البعض أنها ابنة الشيخ مصطفى السباعي، وهي تمت إليه بصلة قرابة من الدرجة الثانية، وكلا الكتابين متشابهين من حيث أسلوب الخواطر، والاتجاه الإسلامي، مع اختلاف جذري في طبيعة العصر والكاتب والجمهور الذي كتب كل منهما إليه.